# Dan Rossignol
Pour les articles homonymes, voir Rossignol.
 (février 2025).
La mise en forme du texte ne suit pas les recommandations de Wikipédia : il faut le « wikifier ».
Les points d'amélioration suivants sont les cas les plus fréquents. Le détail des points à revoir est peut-être précisé sur la page de discussion.
- Les titres sont pré-formatés par le logiciel. Ils ne sont ni en capitales, ni en gras.
- Le texte ne doit pas être écrit en capitales (les noms de famille non plus), ni en gras, ni en italique, ni en « petit »…
- Le gras n'est utilisé que pour surligner le titre de l'article dans l'introduction, une seule fois.
- L'italique est rarement utilisé : mots en langue étrangère, titres d'œuvres, noms de bateaux, etc.
- Les citations ne sont pas en italique mais en corps de texte normal. Elles sont entourées par des guillemets français : « et ».
- Les listes à puces sont à éviter, des paragraphes rédigés étant largement préférés. Les tableaux sont à réserver à la présentation de données structurées (résultats, etc.).
- Les appels de note de bas de page (petits chiffres en exposant, introduits par l'outil «  Source ») sont à placer entre la fin de phrase et le point final[comme ça].
- Les liens internes (vers d'autres articles de Wikipédia) sont à choisir avec parcimonie. Créez des liens vers des articles approfondissant le sujet. Les termes génériques sans rapport avec le sujet sont à éviter, ainsi que les répétitions de liens vers un même terme.
- Les liens externes sont à placer uniquement dans une section « Liens externes », à la fin de l'article. Ces liens sont à choisir avec parcimonie suivant les règles définies. Si un lien sert de source à l'article, son insertion dans le texte est à faire par les notes de bas de page.
- La présentation des références doit suivre les conventions bibliographiques. Il est recommandé d'utiliser les modèles {{Ouvrage}}, {{Chapitre}}, {{Article}}, {{Lien web}} et/ou {{Bibliographie}}. Le mode d'édition visuel peut mettre en forme automatiquement les références.
- Insérer une infobox (cadre d'informations à droite) n'est pas obligatoire pour parachever la mise en page.

Pour une aide détaillée, merci de consulter Aide:Wikification.
Si vous pensez que ces points ont été résolus, vous pouvez retirer ce bandeau et améliorer la mise en forme d'un autre article.
Daniel A. Rossignol, MD, FAAFP, est un médecin de famille,. Il gère le Rossignol Medical Center, qui a des bureaux à Melbourne en Floride et à Aliso Viejo, en Californie. Il travaille également au Wisconsin Integrative Hyperbaric Center à Fitchburg, dans le Wisconsin, et est membre du conseil consultatif médical de The Autism Community in Action (TACA ; anciennement Talk About Curing Autism).
Rossignol est connu pour son plaidoyer en faveur de certaines thérapies contre l'autisme,

## Éducation
Rossignol a obtenu son doctorat en médecine à la Virginia Commonwealth University School of Medicine, et a effectué sa résidence en médecine familiale à l'Université de Virginie

## Recherche
Le site web de Rossignol indique qu'il a publié 47 articles scientifiques, alors que Google Scholar en répertorie 37. Selon Google Scholar, Rossignol a un indice h de 12 (en 2013). Il est surtout connu pour avoir publié des essais cliniques randomisés sur l'oxygénothérapie hyperbare (HBOT) pour les enfants autistes, ayant initialement proposé leur utilisation dans un article non évalué par des pairs de 2006 publié dans Medical Hypotheses. Ces essais ont généralement conclu que le traitement était sûr et qu'il pourrait être efficace, mais que des études supplémentaires sont nécessaires avant de pouvoir affirmer l'efficacité,,. En ce qui concerne l'une de ces études, publiée en 2009, Rossignol a déclaré : « Nous voulions faire une étude formelle pour voir si c'était un traitement valable » et « nous espérions stimuler davantage de recherches ». Il a reçu le prix Edgar End Memorial de la <i>Undersea and Hyperbaric Medical Society</i> pour ses recherches liées à l'HBOT. D'autres recherches de Rossignol se sont concentrées sur la prévalence des maladies mitochondriales chez les enfants autistes et ont conclu que les troubles mitochondriaux sont plus fréquents chez les enfants autistes que chez les enfants neurotypiques. En ce qui concerne cette étude, Cecilia Giulivi de l'Université de Californie à Davis a convenu qu'il ressortait du document de Rossignol qu'il existe effectivement une incidence plus élevée de maladies mitochondriales chez les personnes autistes. De plus, Rossignol et Richard E. Frye se sont associés pour mener une méta-analyse sur l’efficacité des suppléments de mélatonine comme traitement de l’autisme. Ils ont publié leurs résultats en 2011 et, bien qu'ils aient conclu que cette méthode était associée à « de meilleurs paramètres de sommeil, un meilleur comportement pendant la journée et des effets secondaires minimes », ils ont également appelé à davantage de recherches pour confirmer leurs conclusions,. Un article de suivi rédigé par les deux mêmes auteurs, publié le 20 septembre 2013 sous forme de publication électronique avant impression, est parvenu à des conclusions similaires.

### Critiques
L'article le plus connu de Rossignol est un essai clinique sur l'oxygénothérapie hyperbare publié en 2009, qui a reçu une large attention médiatique,,. Parmi les critiques de cette étude, on trouve Steven Novella, qui a noté que Rossignol utilise l'HBOT dans sa pratique clinique et qu'il « a donc tout à gagner personnellement si son efficacité est prouvée ». Sa méthodologie a également fait l'objet de critiques, par exemple de la part de Paul Offit, qui a soutenu qu'« il était possible qu'au moins certains parents puissent dire si le traitement était actif ou non, ce qui a conduit à un biais d'observateur possible qui n'a pas été contrôlé dans l'étude », contrairement à l'affirmation de Rossignol et al. selon laquelle les parents participant à l'étude ne savaient pas si leur enfant avait reçu une véritable HBOT ou une version factice. De plus, John Gever et Steven Novella ont noté que cette étude n’a mesuré les symptômes autistiques que pendant quatre semaines. Le Comité pour l'avancement du scepticisme scientifique a écrit que l'étude de Rossignol de 2009 « ... a mesuré un niveau de base de TSA basé sur trois indices [dont l'un a été discrédité] et a ensuite mesuré le degré d'amélioration au sein des deux groupes. Il n'y a pas eu de comparaison entre le groupe placebo et le groupe qui a reçu le traitement, ce qui est essentiel pour déterminer si le traitement par HBOT présente un quelconque avantage. Par conséquent, aucune conclusion définitive sur l'utilité de l'HBOT dans le traitement des TSA ne peut être tirée sur la base des résultats de cette étude ». De même, Aetna a publié un document d'orientation sur l'HBOT dans lequel elle a déclaré que, dans cette étude, « il n'y avait pas de différences significatives entre le groupe ayant reçu le traitement et le groupe contrôle dans le score total et dans les sous-échelles en termes de parole, de sociabilité et de santé ». Richard Mills a noté que parce que « les enfants autistes sont souvent aux prises avec d'autres problèmes médicaux », « il est difficile de discerner exactement à quelle condition la thérapie hyperbare pourrait être bénéfique ». En réponse à ces critiques, Rossignol a déclaré que « les enfants qui reçoivent le même nombre de séances en dehors du cadre de recherche restent souvent en meilleure santé plus longtemps [que la période de quatre semaines pendant laquelle leurs symptômes ont été surveillés dans l'étude] », et que « vous ne vous attendriez pas à ce qu'un médecin qui ne pratique pas l'oxygénothérapie hyperbare mène réellement une étude sur ce sujet. Souvent, lorsque les choses sont nouvelles — et c'est en quelque sorte une nouvelle découverte — les personnes qui font les études sont celles qui y participent au départ »

## Procès
En 2010, Rossignol a été poursuivi devant le tribunal du comté de Cook par James Coman, qui a allégué que Rossignol, ainsi qu'un autre médecin de famille, Anjum Usman de Naperville, avaient administré des « traitements expérimentaux dangereux et inutiles », dont une thérapie par chélation, au fils de Coman, qui avait 7 ans à l'époque.

## Vie personnelle
Rossignol est marié à Lanier Watkins Rossignol (anciennement connue sous le nom d'Elizabeth Lanier Watkins),,. Ils ont deux fils, Isaiah et Joshua, tous deux autistes,. Lanier est titulaire d'une licence d'infirmière autorisée depuis 1996 et réside à Aliso Viejo, en Californie. Rossignol a déclaré qu'il avait découvert l'HBOT lorsque sa femme lui a suggéré de l'utiliser sur leurs fils, ce qu'il a ensuite fait